# Erodium sublyratum
Erodium sublyratum är en näveväxtart som beskrevs av G. Sampaio. Erodium sublyratum ingår i släktet skatnävor, och familjen näveväxter. Inga underarter finns listade i Catalogue of Life.